# A Walton Easter
A Walton Easter es la última película de la serie Los Walton, del año 1997. Producida por Earl Hamner Jr. y protagonizada por Richard Thomas, Ralph Waite y Michael Learned.

## Sinopsis
La película se ambienta en 1969, e inicia cuando John-Boy que se encuentra en pleno proceso de escribir un nuevo libro. Janet su esposa está esperando un hijo y están haciendo planes para regresar a la montaña Walton para celebrar el 40.º Aniversario de Matrimonio de John y Olivia. Después de que ellos llegaran, llega Elizabeth y le anuncia a Drew, que todavía está trabajando en el molino con Ben, que ha llegado para quedarse. Además, surgen problemas para John-Boy y Janet porque cuanto más tiempo él se queda en la montaña, más le gustaría establecerse allí, criar a su hijo y continuar con la escritura del libro, mientras tanto Janet quiere quedarse a vivir en Nueva York.

## Reparto
| Actor                    | Personaje         |
| ------------------------ | ----------------- |
| Richard Thomas           | John-Boy Walton   |
| Ralph Waite              | John Walton       |
| Michael Learned          | Olivia Walton     |
| Jon Walmsley             | Jason Walton      |
| Judy Norton              | Mary Ellen Walton |
| Mary Elizabeth McDonough | Erin Walton       |
| Eric Scott               | Ben Walton        |
| David W. Harper          | Jim-Bob Walton    |
| Kami Cotler              | Elizabeth Walton  |
| Sydney Walsh             | Aurora Jamerson   |
| Kate McNeil              | Janet Gilchrist   |
| Ellen Corby              | Esther Walton     |
| Tony Becker              | Drew              |
| Lynn Hamilton            | Verdie Grant      |
| Lisa Harrison            | Toni Walton       |
| Jennifer Parsons         | Rebecca Weeks     |
| Mary Jackson             | Emily Baldwin     |
| Helen Kleeb              | Mamie Baldwin     |
| Nicholas Hormann         | Lincoln Terry     |
| Peter Crombie            | Calvin Weeks      |
| Zack Eginton             | Jimmy Weeks       |
| Brittany Levenbrown      | Susan             |